# Psydrax sepikensis
Psydrax sepikensis är en måreväxtart som beskrevs av Aaron Paul Davis. Psydrax sepikensis ingår i släktet Psydrax och familjen måreväxter. Inga underarter finns listade i Catalogue of Life.